# Discographie de Wonder Girls
La discographie du girl group sud-coréen Wonder Girls est composée de trois albums studios, quatre mini-albums et de quinze singles.

## Albums

### Albums studios
| Titre                                                                              | Détails de l'album                                                                                        | Meilleures positions | Meilleures positions | Meilleures positions | Ventes                              |
| Titre                                                                              | Détails de l'album                                                                                        | COR                  | JPN                  | US World             | Ventes                              |
| ---------------------------------------------------------------------------------- | --- | -------------------- | -------------------- | -------------------- | ----------------------------------- |
| The Wonder Years                                                                   | - Date de sortie : 13 septembre 2007 - Label : JYP Entertainment - Formats : CD, téléchargement numérique | 1                    | —                    | —                    | - COR : 72 800                      |
| Wonder World                                                                       | - Date de sortie : 7 novembre 2011 - Label : JYP Entertainment - Formats : CD, téléchargement numérique   | 1                    | 154                  | 5                    | - COR : 42 201, - JPN : plus de 929 |
| Reboot                                                                             | - Date de sortie : 3 août 2015 - Label : JYP Entertainment - Formats : CD, téléchargement numérique       | 5                    | —                    | 2                    | - COR : 11 150                      |
| "—" signifie que l'album ne s'est pas classé ou n'est pas sorti dans cette région. | |                      |                      |                      |                                     |

### Mini-albums (EPs)
| Titre                                                                              | Détails | Meilleures positions | Meilleures positions | Meilleures positions | Meilleures positions | Ventes                                     |
| Titre                                                                              | Détails | COR,                 | JPN                  | US World             | US Heat              | Ventes                                     |
| ---------------------------------------------------------------------------------- | --- | -------------------- | -------------------- | -------------------- | -------------------- | ------------------------------------------ |
| The Wonder Years: Trilogy                                                          | - Date de sortie : 30 septembre 2008 - Label : JYP Entertainment - Formats : CD, téléchargement numérique              | 1                    | —                    | —                    | —                    | - COR : 28 160                             |
| 2 Different Tears                                                                  | - EP international - Date de sortie : 15 mai 2010 - Label : JYP Entertainment - Formats : CD, téléchargement numérique | 1                    | —                    | —                    | 21                   | - COR : 28 594                             |
| Wonder Party                                                                       | - Date de sortie : 3 juin 2012 - Label : JYP Entertainment - Formats : CD, téléchargement numérique                    | 3                    | 140                  | 9                    | —                    | - COR : plus de 35 460 - JPN : plus de 974 |
| Nobody For Everybody                                                               | - EP japonais - Date de sortie : 25 juillet 2012 - Label: DefStar Records - Formats : CD, téléchargement numérique     | —                    | 14                   | —                    | —                    |                                            |
| "—" signifie que l'album ne s'est pas classé ou n'est pas sorti dans cette région. | |                      |                      |                      |                      |                                            |

### Compilations
| Titre                                                                              | Détails | Meilleure position |
| Titre                                                                              | Détails | JPN                |
| ---------------------------------------------------------------------------------- | --- | ------------------ |
| Wonder Girls                                                                       | - Compilation en chinois - Date de sortie : 10 février 2010 - Label : JYP Entertainment - Formats : CD/DVD, téléchargement numérique | —                  |
| Wonder Best                                                                        | - Compilation en japonais - Date de sortie : 14 novembre 2012 - Label : DefStar Records - Formats : CD/DVD, téléchargement numérique | 32                 |
| "—" signifie que l'album ne s'est pas classé ou n'est pas sorti dans cette région. | |                    |

## Singles

### En coréen
| Titre                                                                                 | Année | Meilleures positions | Meilleures positions | Meilleures positions | Ventes                                            | Album                     |
| Titre                                                                                 | Année | COR                  | COR                  | US World,            | Ventes                                            | Album                     |
| Titre                                                                                 | Année | Gaon                 | 100                  | US World,            | Ventes                                            | Album                     |
| ------------------------------------------------------------------------------------- | ----- | -------------------- | -------------------- | -------------------- | ------------------------------------------------- | ------------------------- |
| "Irony"                                                                               | 2007  | —                    | —                    | —                    | - COR : plus de 14 899,                           | The Wonder Years          |
| "It's Not Love" (Mianhan Maeum - Tears)                                               | 2007  | —                    | —                    | —                    |                                                   | The Wonder Years          |
| "Tell Me"                                                                             | 2007  | —                    | —                    | —                    |                                                   | The Wonder Years          |
| "This Fool" (Ibabo)                                                                   | 2007  | —                    | —                    | —                    |                                                   | The Wonder Years          |
| "So Hot"                                                                              | 2008  | —                    | —                    | —                    | - COR : plus de 57 034,                           | Non issu d'un album       |
| "Nobody"                                                                              | 2008  | —                    | —                    | —                    | - COR : plus de 4 648 973                         | The Wonder Years: Trilogy |
| "2 Different Tears"                                                                   | 2010  | 1                    | —                    | —                    | - COR : plus de 2 790 298                         | 2 Different Tears         |
| "Be My Baby"                                                                          | 2011  | 1                    | 1                    | 2                    | - COR : plus de 3 919 684,                        | Wonder World              |
| "Like This"                                                                           | 2012  | 2                    | 1                    | 4                    | - COR : plus de 2 319 967                         | Wonder Party              |
| "I Feel You"                                                                          | 2015  | 3                    | —                    | 12                   | - COR : plus de 842 051,                          | Reboot                    |
| "Why So Lonely"                                                                       | 2016  | 1                    | —                    | 5                    | - COR : plus de 1 090 636, - COR : plus de 13 240 | Non issu d'un album       |
| "—" signifie que le morceau ne s'est pas classé ou n'est pas sorti dans cette région. |       |                      |                      |                      |                                                   |                           |

### En anglais
| Titre                                                                                 | Année | Meilleures positions | Meilleures positions | Meilleures positions | Meilleures positions | Ventes                    | Album             |
| Titre                                                                                 | Année | COR                  | COR Hot 100          | US                   | US Heat              | Ventes                    | Album             |
| ------------------------------------------------------------------------------------- | ----- | -------------------- | -------------------- | -------------------- | -------------------- | ------------------------- | ----------------- |
| "Nobody"                                                                              | 2009  | —                    | —                    | 76                   | 4                    |                           | 2 Different Tears |
| "2 Different Tears"                                                                   | 2010  | 107                  | —                    | —                    | —                    |                           | 2 Different Tears |
| "The DJ is Mine" (feat. School Gyrls)                                                 | 2012  | 8                    | 9                    | —                    | —                    | - COR : plus de 1 173 192 | Wonder Party      |
| "Like Money" (feat. Akon)                                                             | 2012  | 11                   | 14                   | —                    | —                    | - COR : plus de 466 729,  | Wonder Best       |
| "—" signifie que le morceau ne s'est pas classé ou n'est pas sorti dans cette région. |       |                      |                      |                      |                      |                           |                   |

### Singles promotionnels
| "Joyo Joyo"                                                                           | 2007 | Non issu d'un album |
| "Food Song"                                                                           | 2008 | Non issu d'un album |
| "Now" (reprise de Fin.K.L)                                                            | 2009 | Non issu d'un album |
| "K-Food Party"                                                                        | 2011 | Non issu d'un album |
| "—" signifie que le morceau ne s'est pas classé ou n'est pas sorti dans cette région. |      |                     |

## Autres chansons classées
| Titre                                                                                 | Année | Meilleures positions | Meilleures positions | Album               |
| Titre                                                                                 | Année | COR                  | COR Hot 100          | Album               |
| ------------------------------------------------------------------------------------- | ----- | -------------------- | -------------------- | ------------------- |
| "2 Different Tears (Remix)"                                                           | 2010  | 111                  | —                    | 2 Different Tears   |
| "G.N.O."                                                                              | 2011  | 11                   | 21                   | Wonder World        |
| "Girls Girls"                                                                         | 2011  | 10                   | 18                   | Wonder World        |
| "Me, In"                                                                              | 2011  | 7                    | 17                   | Wonder World        |
| "Sweet Dreams"                                                                        | 2011  | 20                   | 67                   | Wonder World        |
| "Stop!"                                                                               | 2011  | 17                   | 49                   | Wonder World        |
| "Dear Boy"                                                                            | 2011  | 24                   | 74                   | Wonder World        |
| "Do Go Do Go"                                                                         | 2011  | 21                   | 73                   | Wonder World        |
| "SuperB"                                                                              | 2011  | 28                   | 92                   | Wonder World        |
| "Act Cool" (feat. San E)                                                              | 2011  | 18                   | 47                   | Wonder World        |
| "Be My Baby" (Ra.D Mix)                                                               | 2011  | 37                   | 88                   | Wonder World        |
| "Nu Shoes"                                                                            | 2011  | 25                   | 71                   | Wonder World        |
| "R.E.A.L."                                                                            | 2012  | 12                   | 37                   | Wonder Party        |
| "Hey Boy"                                                                             | 2012  | 16                   | 40                   | Wonder Party        |
| "Girlfriend"                                                                          | 2012  | 8                    | 22                   | Wonder Party        |
| "Sorry"                                                                               | 2012  | 14                   | 38                   | Wonder Party        |
| "Baby Don't Play"                                                                     | 2015  | 55                   | —                    | Reboot              |
| "Candle" (feat. Paloalto)                                                             | 2015  | 69                   | —                    | Reboot              |
| "Rewind"                                                                              | 2015  | 93                   | —                    | Reboot              |
| "Beautiful Boy"                                                                       | 2016  | 30                   | —                    | Non issu d'un album |
| "Sweet & Easy"                                                                        | 2016  | 41                   | —                    | Non issu d'un album |
| "—" signifie que le morceau ne s'est pas classé ou n'est pas sorti dans cette région. |       |                      |                      |                     |

## Vidéographie

### Clips vidéos
| "Irony"                         | 2007 | Jang Jae-hyeok                 | [ 62 ] |
| "It's Not Love"                 | 2007 | Nobuhiro Doi                   | [ 63 ] |
| "Tell Me"                       | 2007 | Lee Sang-kyu                   | [ 64 ] |
| "This Fool"                     | 2007 |                                | [ 65 ] |
| "Take It"                       | 2008 | Jo Nam-don                     | [ 66 ] |
| "Wishing On A Star"             | 2008 | Park Sang-min                  | [ 67 ] |
| "So Hot"                        | 2008 | Jang Jae-hyeok                 | [ 62 ] |
| "This Time"                     | 2008 | Kim Eui-yeon and Kim Kwang-eun | [ 68 ] |
| "Nobody"                        | 2008 | Jang Jae-hyeok                 | [ 62 ] |
| "Now"                           | 2009 | Lee Sang-yong                  | [ 69 ] |
| "2 Different Tears"             | 2010 | Jang Jae-hyeok                 | [ 62 ] |
| "Be My Baby"                    | 2011 | Cho Soo-hyun                   | [ 70 ] |
| "Like This"                     | 2012 | Jang Jae-hyeok                 | [ 62 ] |
| "I Feel You"                    | 2015 | Lumpens                        | [ 62 ] |
| "Why So Lonely"                 | 2016 | Inconnu                        |        |
| Anglais                         |      |                                |        |
| "Nobody"                        | 2009 | Jang Jae-hyeok                 | [ 62 ] |
| "2 Different Tears"             | 2010 | Jang Jae-hyeok                 | [ 62 ] |
| "K-Food Party"                  | 2011 | Wooje Kim                      | [ 71 ] |
| "Be My Baby"                    | 2011 | Cho Soo-hyun                   | [ 70 ] |
| "The DJ is Mine"                | 2012 | Ethan Lander                   | [ 72 ] |
| "Like Money"                    | 2012 | Ethan Lander                   | [ 73 ] |
| Chinois                         |      |                                |        |
| "2 Different Tears"             | 2010 | Jang Jae-hyeok                 | [ 62 ] |
| Japonais                        |      |                                |        |
| "Nobody ～あなたしか見えない～" | 2012 | Jang Jae-hyeok                 | [ 62 ] |